# Camí de Castellnou (Casa Auberola)
El Camí de Castellnou és un camí que discorre pels termes de Castell de Mur, en terres del Meüll, de l'antic terme de Mur, i de Sant Esteve de la Sarga, al Pallars Jussà.
De fet, són almenys dos els camins que duen aquest nom, tots dos propers un de l'altre. El segon, que en aquest article s'anomena de Casa Auberola, arrenca del nord de Casa Auberola, en un lloc on el camí acaba de passar a la riba esquerra del barranc Gros. La part septentrional d'aquest camí, que baixava per la Serra d'Arbul, està perduda.
Des d'aquest lloc fa una volta pel costat de ponent a aquesta casa, i s'hi torna a acostar pel costat sud-oest, on el camí es troba amb el Camí de l'Auberola, que ve del costat de llevant. A continuació segueix paral·lel per la dreta al barranc del Coscó, passa a llevant de los Cassolets i a ponent de l'Obagueta de Falset; poc més tard passa a llevant de la Costa i tot seguit fa un parell de revolts cap a l'oest per tal de guanyar alçada i arribar a la Teixonera, on hi ha les diferents dependències de Casa Colomina. Des d'aquesta masia s'adreça a Castellnou de Montsec.
Des del punt on es troben, el traçat del Camí de l'Auberola i el de Castellnou coincideixen en el mateix traçat, i és anomenat de les dues maneres.

## Etimologia
Pren el nom del poble de Castellnou de Montsec, que és on mena.